# شوک (فیلم ۱۳۷۵)
شوک (فیلم) فیلمی به کارگردانی ناصر مهدی پور و نویسندگی پرویز صبری ساختهٔ سال ۱۳۷۵ است.

## بازیگران
- فریدون مالکی
- فریبا حیدری
- محمدرضا ویسه
- هراند هاکوپیان
- حمید رمضان
- آذردخت داداش پور
- سیدمحسن خرم دره
- محمود تیموری
- محمد راموز
- محسن حاتمی
- بهروز پیروزیان